# Lazsko
Lazsko (německy Lasko) je obec v okrese Příbram ve Středočeském kraji, asi 7 km jižně od Příbrami. Žije zde 219 obyvatel. 
Na území obce se nachází větší část památníku Vojna u Příbrami.

## Historie
První písemná zmínka o obci pochází z roku 1336.

## Obecní správa

### Části obce
- Lazsko (k. ú. Lazsko)

K obci také patří osada Ovčín.
Sousedními obcemi sídla jsou Milín, Tochovice, Příbram, Lešetice a Ostrov.
V roce 2012 se obce Lazsko a Milín dohodly na změně hranic obcí a na převedení části katastrálního území Lazsko ke katastrálnímu území Kamenná u Příbramě v obci Milín.

### Územněsprávní začlenění
Dějiny územněsprávního začleňování zahrnují období od roku 1850 do současnosti. V chronologickém přehledu je uvedena územně administrativní příslušnost obce v roce, kdy ke změně došlo:
- 1850 země česká, kraj Praha, politický i soudní okres Příbram[5]
- 1855 země česká, kraj Praha, soudní okres Příbram
- 1868 země česká, politický i soudní okres Příbram
- 1939 země česká, Oberlandrat Tábor, politický i soudní okres Příbram[6]
- 1942 země česká, Oberlandrat Praha, politický i soudní okres Příbram[7]
- 1945 země česká, správní i soudní okres Příbram[8]
- 1949 Pražský kraj, okres Příbram[9]
- 1960 Středočeský kraj, okres Příbram
- 2003 Středočeský kraj, okres Příbram, obec s rozšířenou působností Příbram

### Členství ve sdruženích
Obec je členem MAS Podbrdsko z.s, jehož cílem MAS a jejích členů je rozvíjet venkovský region za pomoci dotací ze Strukturálních fondů EU z národních Operačních programů a dalších zdrojů.

## Památky
- Udržovaná kaple obdélného půdorysu se nachází přímo v obci. Nad vchodem do kaple je umístěna datace 1921
- Poblíž návesní kaple je v průčelí domu čp. 35 umístěn výklenek pro sochu světce.
- Před domem čp. 35 se nachází zdobný litinový kříž na vysokém kamenném podstavci. Tělo kříže je zdobeno rostlinnými motivy, u paty kříže je zpodobnění anděla. Podstavec nese dataci 1851.
- U komunikace II/174 Březnice - Milín, se u odbočky nachází kamenný kříž s jetelovitým ukončením ramen. Podle pamětní desky, upevněné v spodní části kříže, byl tento kříž postavený jako projev díků za ukončení roboty. Na štítku kříže je tento nápis: „KŘÍŽ TENTO, NA PODĚKOVÁNÍ BOHU ZA ZRUŠENÍ ROBOTY, POSTAVIL JAN HRYCH, RYCHTÁŘ Z LASKA ROKU 1848 OBNOVILA RODINA PETAKOVA ROKU 1861“
- U stejné komunikace ve směru na Milín, u polní cesty směrem k vyvýšenému návrší, se nachází kamenná boží muka.
- Na vrcholu tohoto návrší byla v roce 2001 svépomocí občanů postavena pamětní kaple. Kaple byla postavena na počest zahájení nového tisíciletí a zasvěcena svatému Václavovi. Busta světce je umístěna nad vchodem do kaple. Uvnitř kaple, pod kopulí, je tento nápis: „Svatý Václave, nedej zahynouti nám ni budoucím“.
- Anděl naděje. Dřevěná socha u polní cesty mezi Lazskem a Ostrovem vybízející se zastavit a odpočinout na návrší Na Vranči (541,5 m n. m.). Z uměleckých rukou řezbáře Jarmila Bryndy z Ostrova zde vyrostl anděl – spíše Boží muka v původním slova smyslu. Sochu doplňují verše básně „Naděje s bukovými křídly“ Jana Skácela.

### Žárové pohřebiště
V roce 1957 byl proveden AÚ v Praze záchranný výzkum halštatského žárového pohřebiště v Lazsku na parc. č. 227, na něž upozornil ing. Karnet z Příbrami. Bylo zde odhaleno 21 žárových hrobů z 2. poloviny 3. století př. n. l. Pohřebiště se rozkládalo na jižním a západním svahu mírného návrší, z něhož byl dokonalý rozhled po rovinatém okolí. Je pravděpodobné, že v době založení a užívání pohřebiště byla zalesněna i plocha návrší. Podle zpráv z kronik sahající do 14. století návrší sloužilo jako pastvina, později však došlo ke zřizování četných pískoven, jimiž až na nepatrnou část, bylo pohřebiště zničeno. V roce 2015 zde byl skupinou místních nadšenců postaven kámen jako připomínka dávné historie obce.[zdroj?]

## Doprava

### Dopravní síť
Obcí prochází silnice II/174 Velký Bor – Svéradice – Kadov – Lnáře – Bělčice – Březnice – Milín. Do obce dále vede silnice III. třídy.

### Autobusová doprava 2024
Autobusovou dopravu v obci Lazsko zajišťuje společnost Arriva Střední Čechy. Obec je součástí Pražské integrované dopravy (PID). V obci se nachází zastávka Lazsko. Nedaleko od obce se nacházela zastávka Lazsko,jaderný ústav. Autobusová linka 511 zajišťuje spojení mezi Milínem, Lešeticemi a Příbramí. V opačném směru míří do Březnice a projíždí obcemi Ostrov, Tochovice, Horčápsko, Starosedlský Hrádek, Tušovice, Svojšice, Chraštice, Nestrašovice a dalšími vesnicemi na trase.

### Železniční doprava 2024
V severovýchodním cípu území obce se nachází na železniční trati 200 Zdice–Protivín železniční stanice Milín. Trať také prochází jižní částí území obce, kde se těsně za hranicí nachází železniční zastávka Ostrov u Tochovic.

## Turistika
- Cyklistika – Obcí prochází cyklotrasa Greenways Praha - Wien č. 302 v úseku Příbram - Bohutín - Lazsko - Milín.
- Pěší turistika – Územím obce vede turistická trasa  Příbram - Lazsko - Tochovice - Březnice.

## Galerie

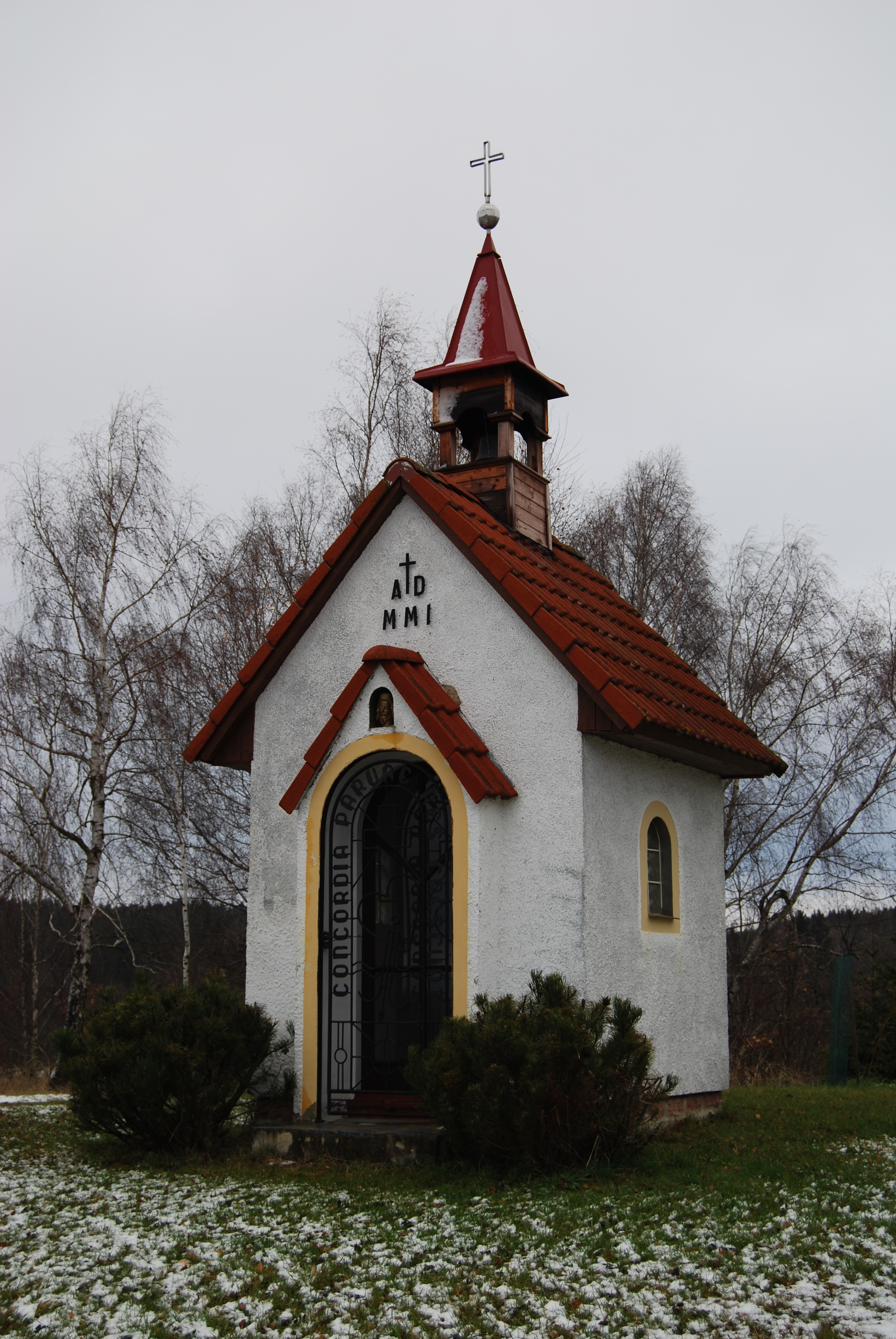
Kaple sv. Václava
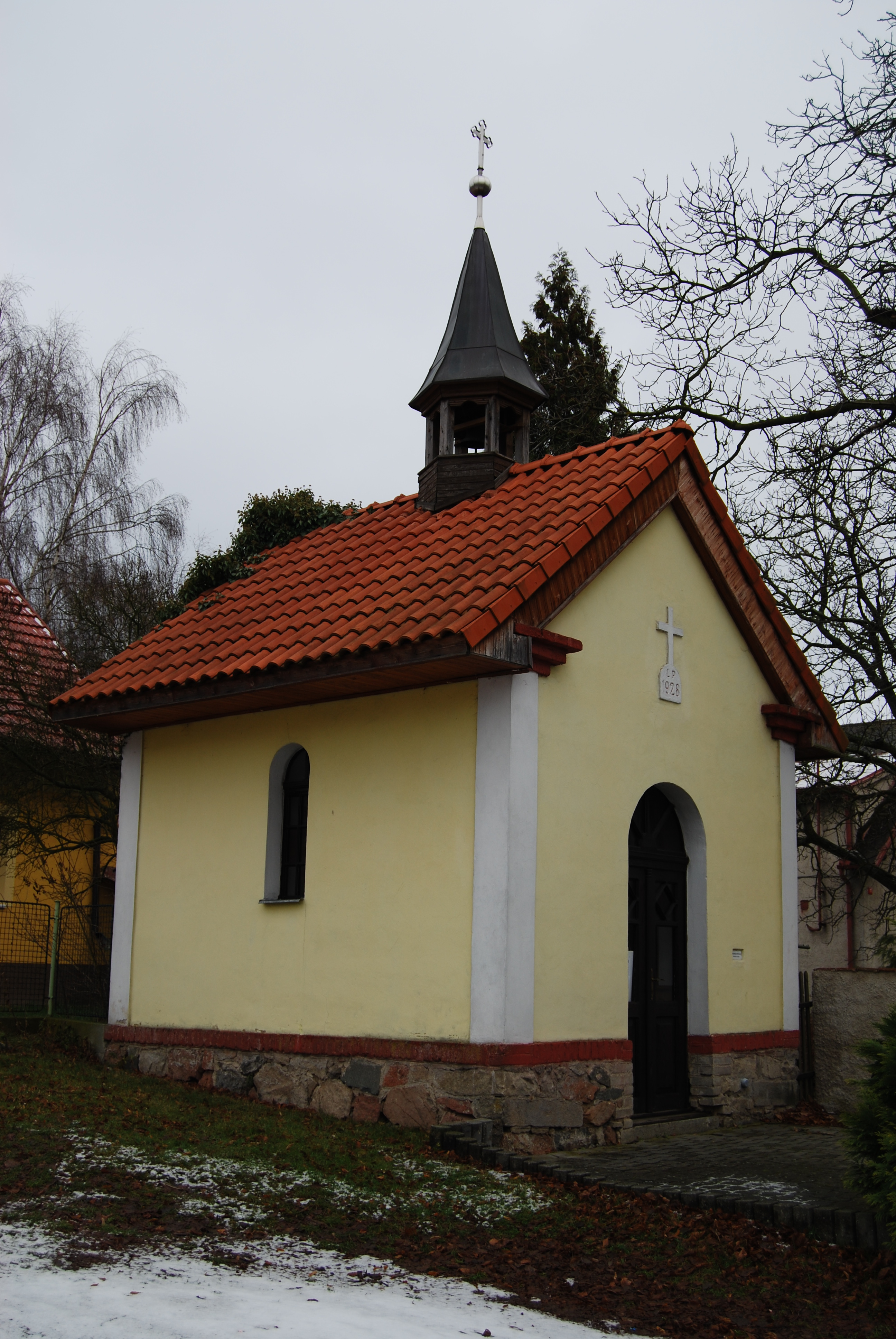
Návesní kaple
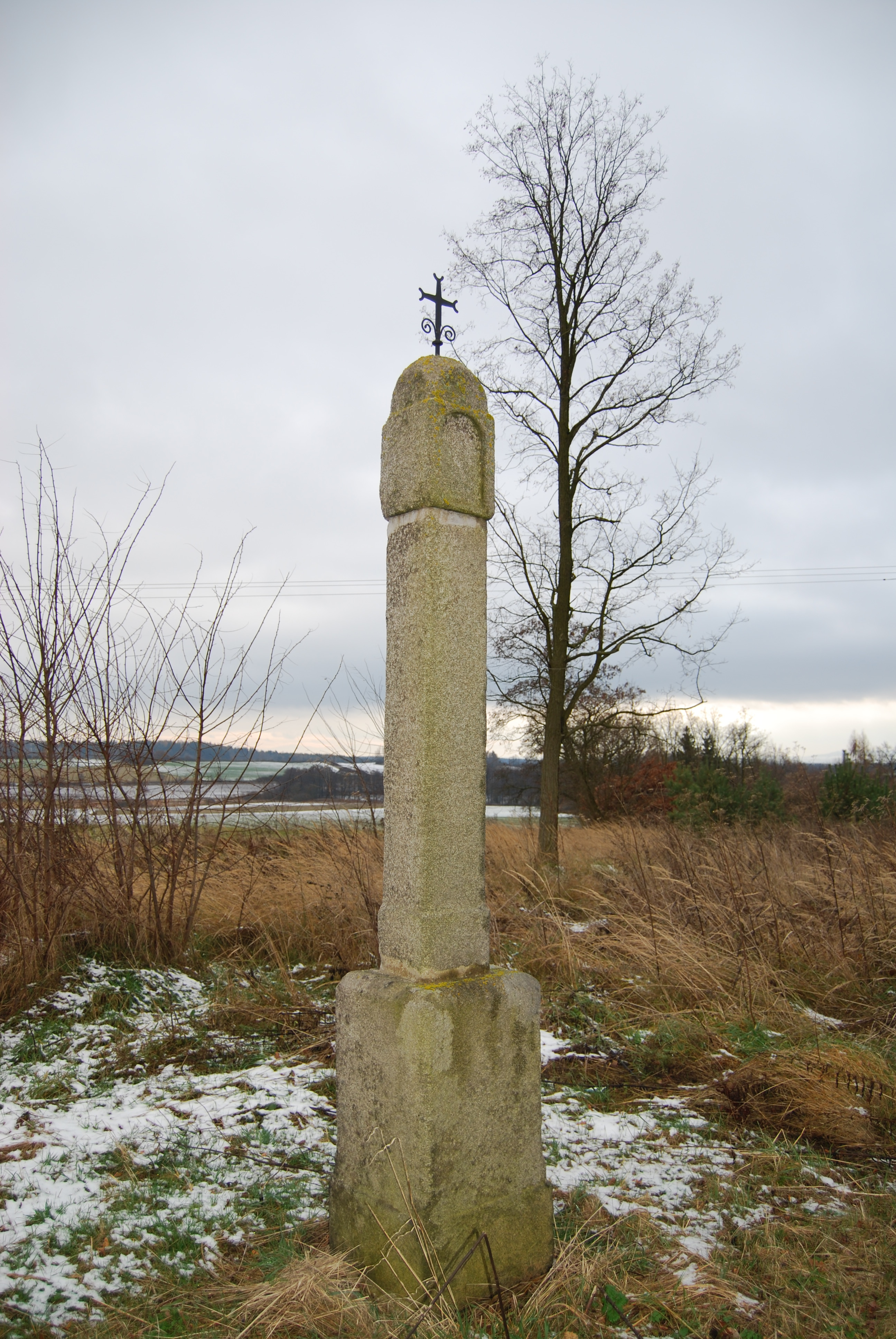
Boží muka
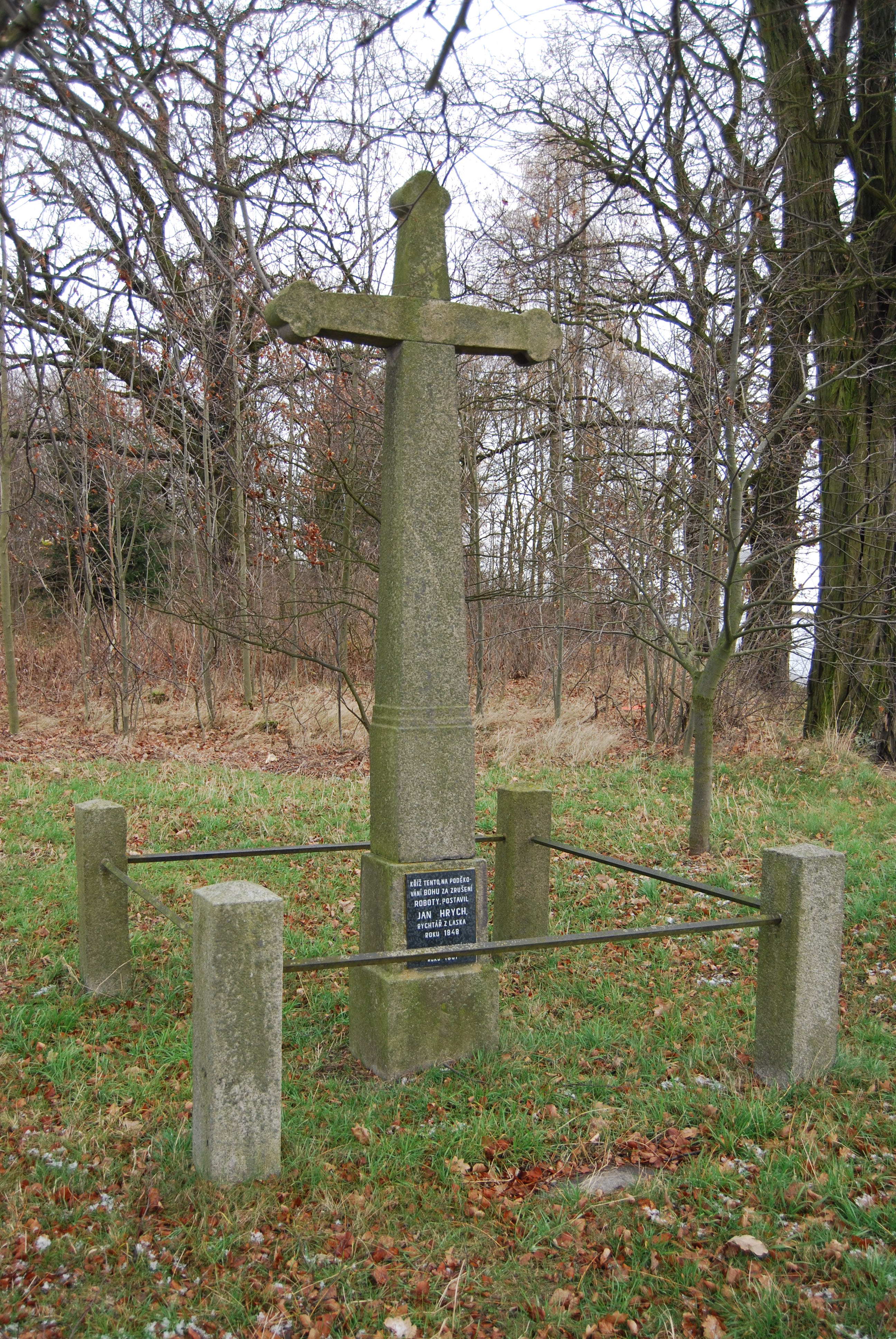
Kříž poblíž obce
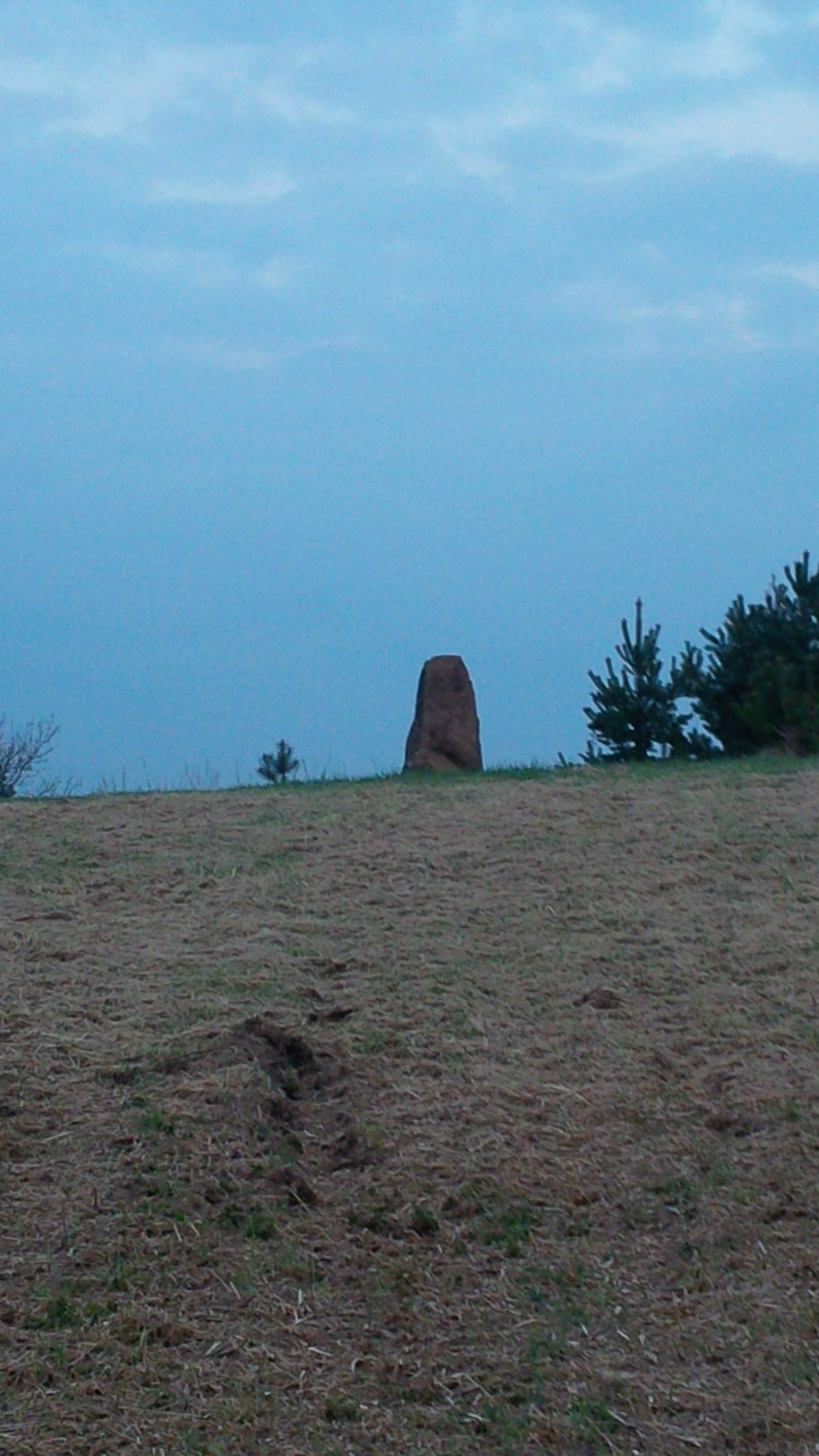
Kámen postavený poblíž naleziště 21 žárových hrobů
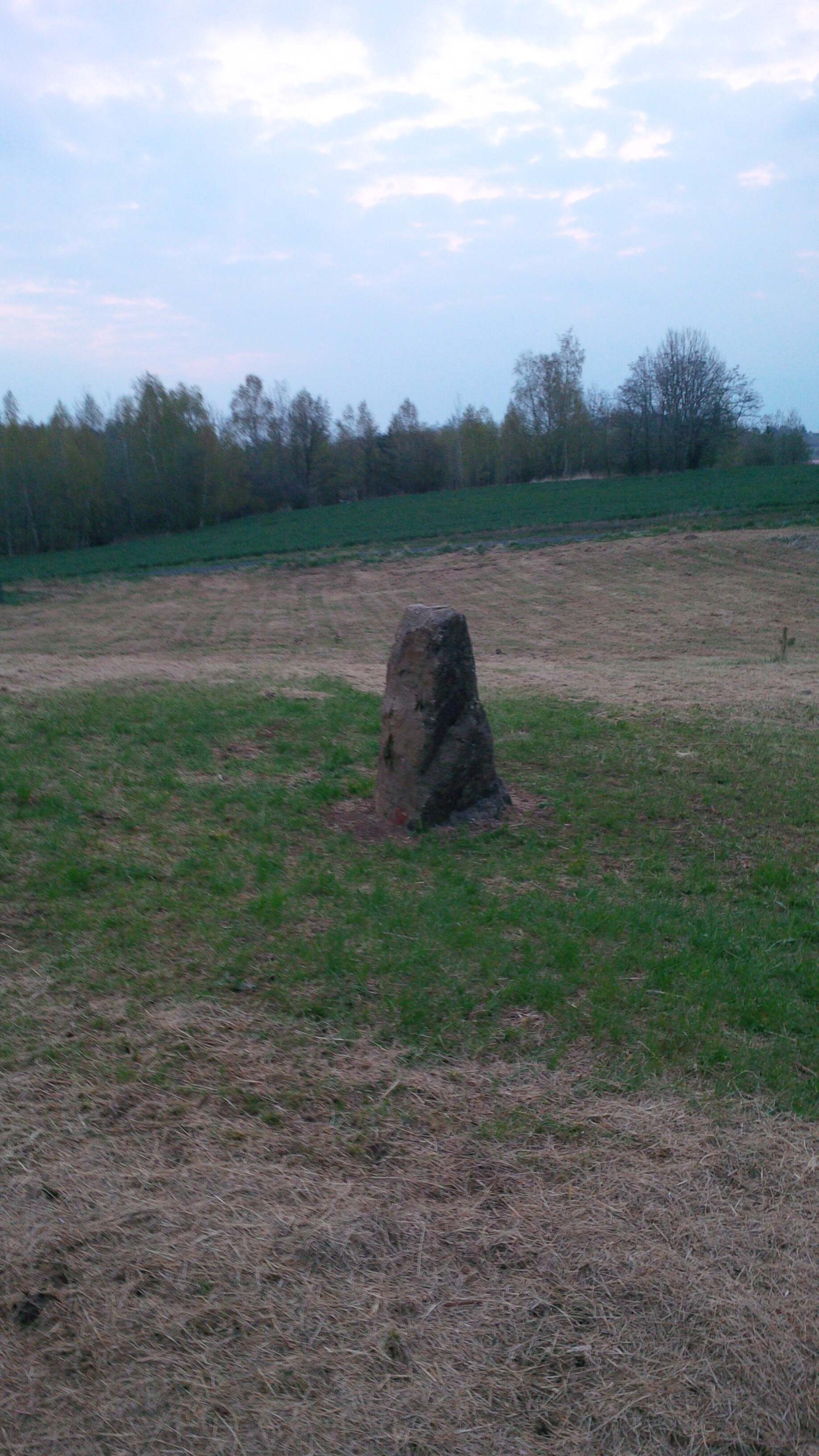